# Tórshavn

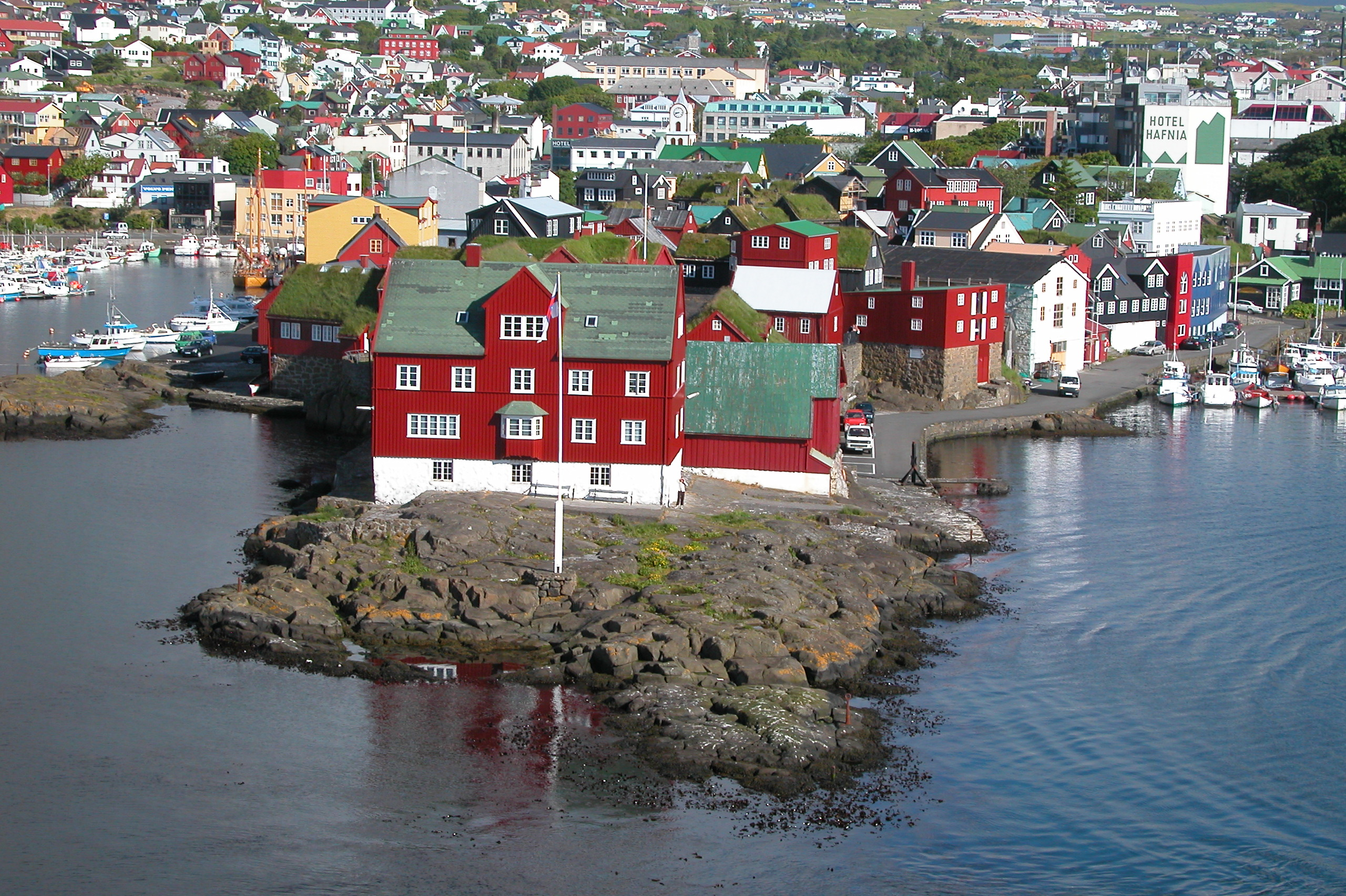
Halvön Tinganes i Torshamn.

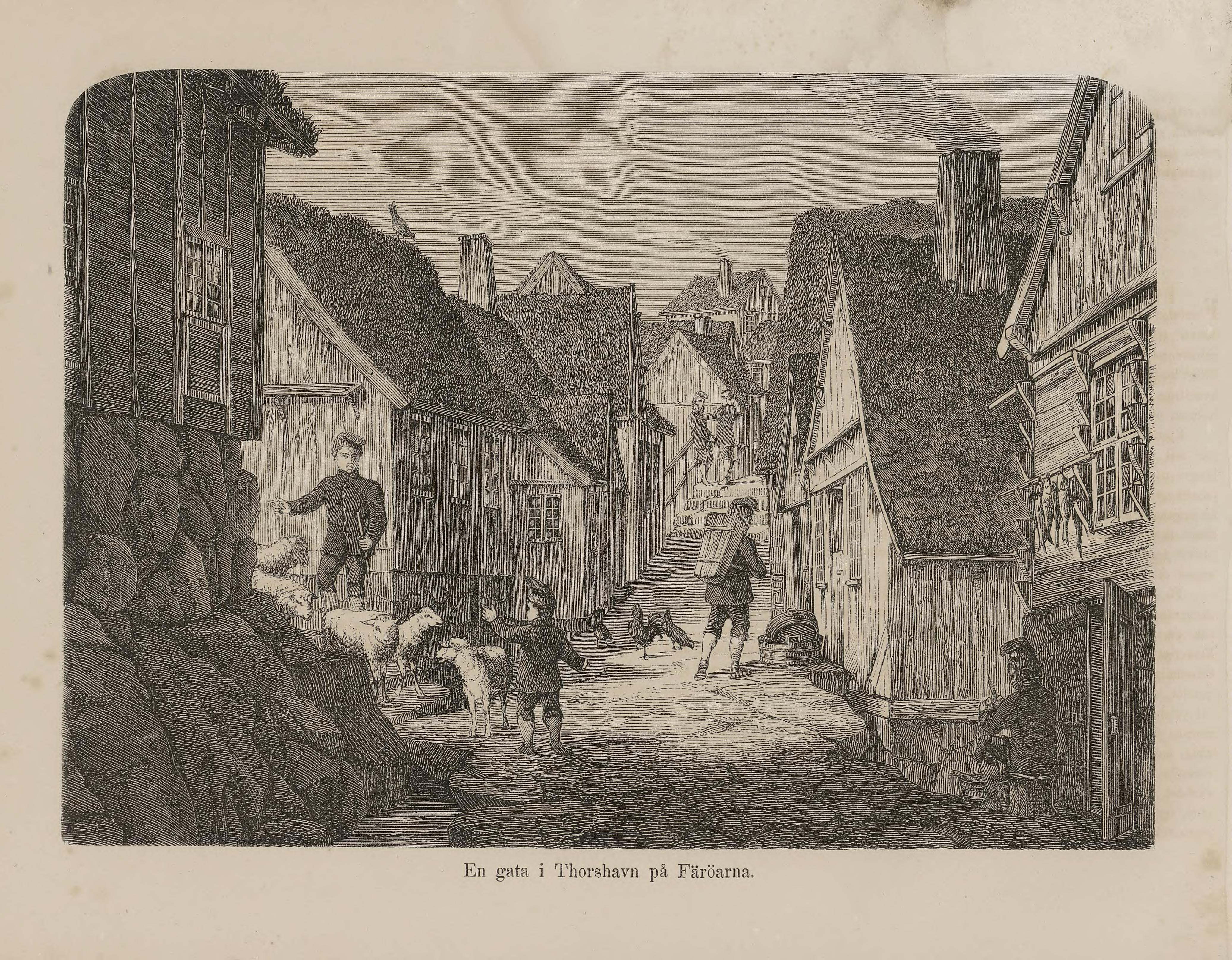
Torshamn under 1860-talet.

Tórshavn, även Torshamn på svenska (färöiska: Tórshavn; danska: Thorshavn), är Färöarnas huvudstad. Staden är belägen på södra delen av ön Streymoy, i Torshamns kommun, och hade 12 691 invånare 2015. Den är landets enda större tätort, en viktig fiskehamn och transportnav.
Torshamns kommun är resultatet av sammanslagningar av olika kommuner – Kaldbak (1976), Hvítanes och Hoyvík (1978), Argir (1997), Kollafjørður (2001), Kirkjubøur, Hestur och Nólsoy (2005).

## Etymologi
Stadens namn kommer från det fornnordiska namnet Þórshöfn som refererar till asaguden Tor (Þórr, modern färöiska: Tór) och det nordiska ordet för hamn. Detta visar att staden anlades långt före kristendomens inträde på Färöarna omkring år 1000. Stadsvapnet visar Tors hammare, Mjölner.
Namnet har senare fått danska och anglifierade stavningar i form av Thorshavn och Thorshaven. De flesta färöingar kallar staden för endast Havn, vilket återspeglar sig i många officiella namn såsom Havnar Framburðsfelag och flera företagsnamn.
I det färöiska kasussystemet böjs Tórshavn enligt reglerna för ändelsen havn. Detta gör att namnet inte får någon ny ändelse i dativ och blir í Tórshavn. Genitivformen är Tórshavnar, både använt i kommunens namn och i betydelsen "till": til Tórshavnar, där 'til' styr genitiv. 'Bokstaven Ó uttalas som [ɔuː].
Skämtsamt kallas den "Kontorshamn" eller Havnini.[källa behövs]

## Historia
Lagtinget på halvön Tinganes grundlades troligtvis omkring år 850, och är därmed en av världens äldsta lagstiftande församlingar. Under vikingatiden var det tradition att placera tinget på en neutral och obebodd plats, så att ingen skulle ta fördelar av platsen. Det var under denna tiden mycket begränsad bebyggelse på Tinganes, men var likväl den mest centrala platsen på huvudön. Färingarna möttes på de platta bergen på Tinganes under somrarna. Vikingatiden på Färöarna brukar sägas vara avslutad 1035 och en marknad etablerades gradvis, som kom att bli ett permanent handelsområde.
1075 blev Torshamn för första gången nämnt i skrift och betraktas därmed som en av Nordeuropas äldsta huvudstäder. Under hela medeltiden utgjorde halvön huvuddelen av Torshamn. Platsen tillhörde två bönders yttre områden, trots att Torshamn, olikt resten av de färöiska landsbygderna, aldrig varit ett bondesamfund. 1271 etablerades det kungliga handelsmonopolet i Torshamn av norska kungligheter, och flera ämbetsmän slog sig ner på Färöarna. Under 1200-talet blev all handel mellan Norge och Färöarna centraliserad i Bergen. Enligt ett dokument från 1271 seglade två skepp regelmässigt till Torshamn från Bergen med salt, timmer och korn. Torshamn hade därför mer kontakt med omkringliggande länder, än inrikes byar på öarna runt Streymoy. Under det norska, och senare danska, ledningar, gjorde regeringens utsända Torshamn till deras hemmaplats. Alla dessa faktorer medverkade till att Torshamn utvecklades framåt.

### 1500–1800
Källor nämner de första fasta bebyggelserna i Torshamn efter reformationen 1539. Staden grundades egentligen som handelsplats under kung Fredrik II, som ville förtränga hansestäderna från handeln och göra Torshamn till fast marknad för de varor som brukades på Färöarna. Under andra halvan av 1500-talet blev Färöarna relativt ofta utsatt för sjörövare, och därmed prioriterades att skydda staden och dess handel. En garnison och försvarsanläggning inrättades, och omkring 1580 blev den lilla skansen, Skansin, byggd av handelsmannen och nationalhjälten Magnus Heinason. Senare anlade Kristian IV en ny skans på Tinganes.
1584 hade Torshamn 101 invånare. Invånarna var indelade i tre lika stora grupper om bönder, handels- och administrationspersoner, samt folk som varken ägde mark eller gods. De sistnämnda inkluderade det landlösa proletariat från landsbygden, som under denna period kom till Torshamn för att söka arbete. De flesta tjänstgjorde på Skansin utan lön. På grund av detta blev fattiga människor i Torshamn ofta omtalade som tiggare, och fiskeriet blev deras levebröd.
1655 skänkte kung Fredrik III av Danmark Färöarna till sin statsman Christoffer Gabel. Detta är ett av de dystraste kapitlen i Torshamns historia. Gabels administration av Färöarna förtryckte Torshamns invånare på flera sätt. Monopolhandeln på Färöarna var i familjens händer, och man tog inte hänsyn till färöingarnas behov. Invånare från hela landet kunde endast handla och sälja i Torshamn till priser som monopolhandeln fastslog. Samtidigt var mängden av de importerade varorna begränsade, och varorna var mycket dyra. Öborna klagade över behandlingen de fick av den civila administrationen i Torshamn. Öborna gjorde uppror och satte år 1673 Tinganes i brand efter att ett lager med krut sprängdes. Flera hus brann ner och gamla färöiska dokument förstördes tillsammans med Gabels dokument.
Läget blev bättre i Torshamn då handelsmonopolet åter gick över till kungligt monopol 1708. Monopolet försågs med varor från Köpenhamn tre gånger om året. Smittkopporna spreds i Torshamn 1709, och drabbade nästan hela befolkningen. Staden hade under denna tid cirka 300 invånare, och 250 räknas ha avlidit under koppepidemin.
Det var först under andra halvan av 1700-talet som Torshamn på riktigt började utvecklas till en liten stad. Niels Ryberg stod för handelsmonopolet, och från 1768 och tjugo år framåt utförde Ryberg export med importerade varor. Primärt smugglades varor till England, som möjliggjordes tack vare den engelsk-franska konflikten som pågick. Ryberg var den första personen som försökte få finansiell profit från fiskeriet, vilket senare blev en viktig ekonomisk faktor för öarna.

### 1800–1920

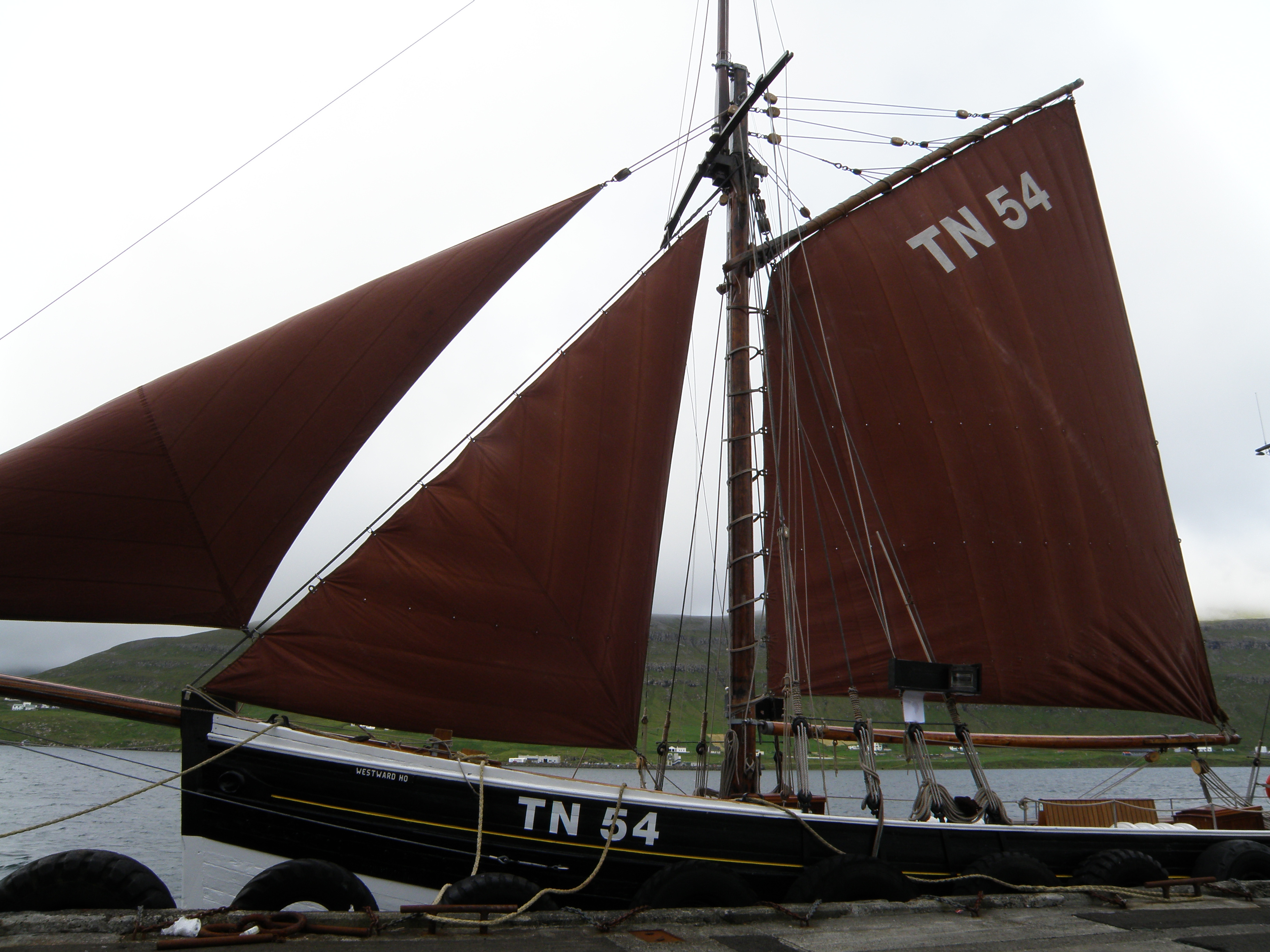
Båten Westward.

I början av 1800-talet hade Torshamn 554 invånare, och det första biblioteket öppnades 1827. Färöarnas första sjukhus, Færø Amts Hospital, grundades 1829. och den första banken, Færø Amts Sparekasse, öppnades i staden 1832. En skola stiftades 1844 av kronprins Fredrik (senare Fredrik VII, under hans vistelse på öarna med ett hus och en gård som användes till 1893.
Fri handel infördes på Färöarna 1856, vilket öppnade för ögruppen att handla med andra länder. Jordbruket lejdes ut till landsbygdsborna, som senare kunde köpa den om de önskade. Dessa små stycken med jord förbättrade markant invånarnas existens, och kunde nu livnära sig på sitt eget jordbruk. Befolkningen ökade stadigt.
1866 utsågs orten till egen kommun, med ett styre som från 1909 kallades byråd ('stadsråd'). Sedan denna tid har också Torshamn varit Färöarnas huvudort.
Den första slupen kom till Färöarna 1872, inköpt av bröderna Haraldsen från England. Invånarna följde Haraldsens verkan och fler båtar inköptes från England, då engelsmännen gjorde sig av med sluparna vid deras inköp av ångbåtar. På grund av de dåliga hamnförhållandena i Torshamn, som inte var anpassat för dessa nya fartyg, var Torshamn inte längre centrum för fiskeriet på Färöarna. Övriga orter runt ögruppen började utvecklas, och befolkningen i Torshamn minskade. Slupen Westward TN 54 från Torshamn var en av båtarna från Sluptiden, som byggdes i Grimsby i England 1884, denna ligger förtöjd vid en kaj i Torshamn och används idag vid kortare turer.
Den danska staten lät bygga amtmansborgen 1880 som bostad och arbetsplats för amtmannen på Färöarna. Denna byggnaden var i färöiska mått mätt, ett storslaget byggnadsverk i sten. I närheten lät staten bygga två andra byggnader, en åt domaren, och en till polismästaren. Ett sanatorium byggdes strax utanför staden och var i drift från 1908. Ett vattenverk anlades 1898. Føroya Fólkaháskúli grundades här 1894.

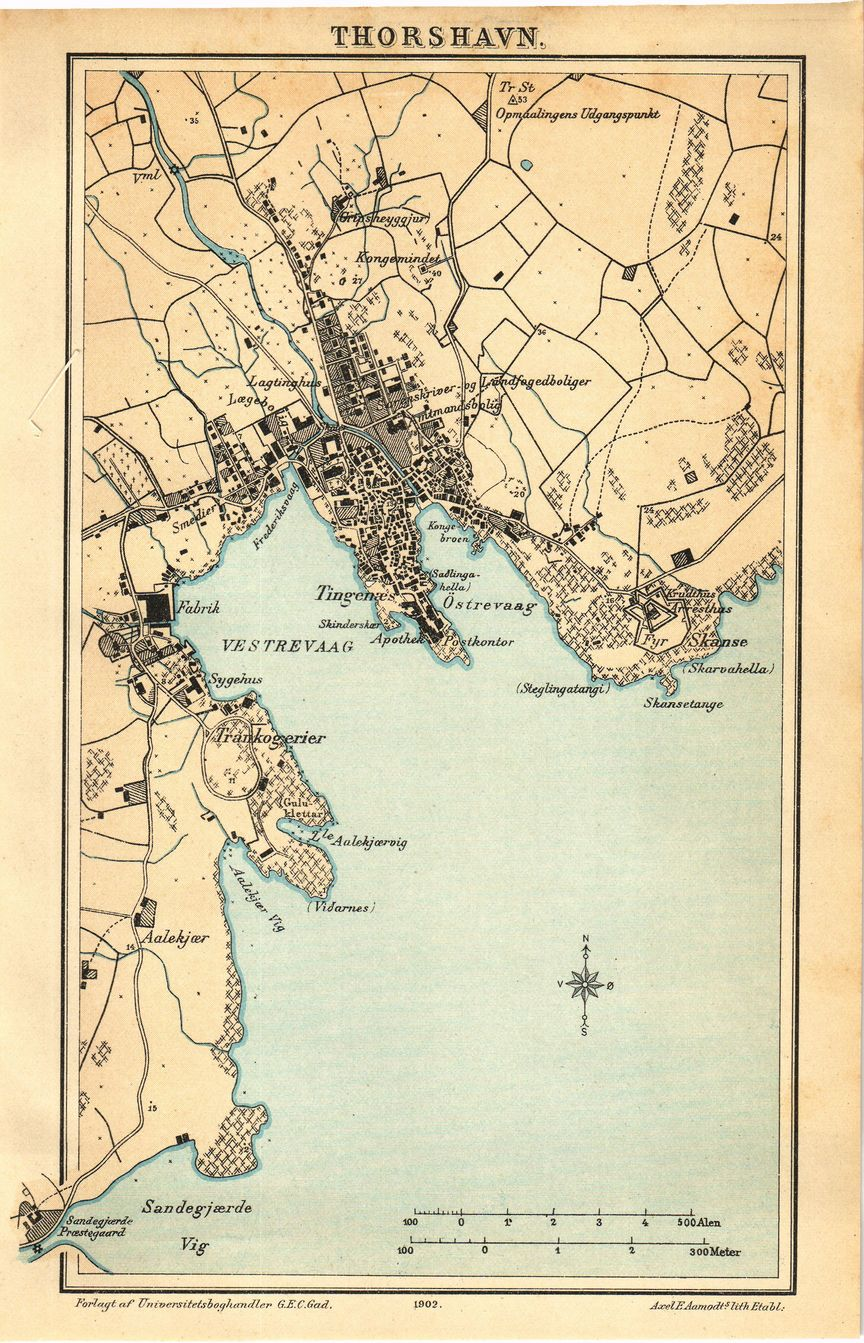
Karta över Torshamn 1902.

År 1901 hade Torshamn 1 656 invånare, och fördelningen av näringsvägar var följande:
- 122 arbetade inom immateriell verksamhet
- 90 av jordbruk
- 198 av fiskeri
- 430 av hantverk och industri
- 346 av handel
- 231 av sjöfart
- 209 av övriga näringar
- samt 30 av offentliga sektorn.[9]

Kort tid efter början av det nya århundradet blev Torshamns första breda väg byggd, Niels Finsens gøta. Føroya banki grundades 1906, vars aktiemajoritet ägdes av Landmandsbanken i Köpenhamn. Torshamn blev centrum för den nya sjöfarten mellan öarna då Mjólkarvirkið (Mejeriet) började sälja sina produkter. Telegrafförbindelse inrättades med Danmark över Shetlandsöarna samt med Island, och vid telegrafstationen låg en meteorologisk station, telefonstation (för telefonförbindelse mellan öarna). Ett elektricitetsverk anlades 1921, och i staden fanns ett apotek. Posthuset byggdes under samma tid. Torshamn var under denna tid en blomstrande stad, med totalt cirka 100 små och större butiker, med rederier, fiskanläggningar, skräddare, mejeri med margarin- och tvålfabrik och bryggeri.
Torshamn blev 1909 en handelsplats med samma rättigheter som andra danska handelsplatser. Enligt uppgift blev orten købstad den första januari detta år, enligt andra den mer begränsade rättighetsformen handelsplads.

### Torshamn i mellankrigstiden
Torshamn hade år 1925 totalt 2 896 invånare.
Dronning Alexandrines Hospital byggdes mellan 1921 och 23 med 65 sängplatser. år 1926 utökades verksamheten med en tuberkulosavdelning. Samma år öppnades Torshamns teater, Sjónleikarahúsið.
Stadens främsta näring var sjöfart, handel och fisket. 1920 uppfördes det första torkhuset för kabeljo. En navigationsskola grundades 1927 med hjälp från staten, och sjömanshem och KFUM etablerades i den tidigare engelska konsulatbyggnaden. En modernare hamn byggdes i Torshamn 1929, vilket möjliggjorde ankomst för större fartyg och skepp. Tórshavnar Skipasmiðja, Torshamns skeppsvarv, grundades 1936, och köpmännen byggde packhus längs de två bukterna vid hamnen.
Flera utbildningsplatser grundades under 1930-talet: den tekniska skolan 1934, Handelshögskola 1936 och Färöarnas gymnasium 1937. Mark i Gundadalur anlades för sportevenemang.

### Torshamn under andra världskriget
Under den brittiska ockupationen av Färöarna under andra världskriget användes Skansin som huvudkvarter av Royal Navy och två kanoner som suttit på det engelska skeppet HMS Furious placerades ut. Torshamn skonades rent materiellt från andra världskriget, trots att flera mindre incidenter inträffade. Det fanns ingen förbindelse mellan Torshamn och Köpenhamn under kriget, då Danmark var ockuperat av tyskarna, och Färöarna av britterna. Torshamn upplevde ekonomisk tillväxt under kriget, tack vare att fartygen som fraktade fisk till Storbritannien, fick bra betalt för varorna. Fartygen gick från Island via Färöarna till Skottland. Detta var dock en lång resväg, och mer än 200 färöingar miste livet vid dessa resor. Flera fartyg blev också bombarderade, och många fick räddas. Närvaron av  brittiska trupper påskyndade och förbättrade arbetet med infrastrukturen på hela Färöarna, och framför allt i Torshamn.

### Huvudstad (1945–idag)
Färöarna fick hemstyre från Danmark 1948, och Torshamn fick fler administrativa uppdrag och kom mer att fungera som en riktig huvudstad för öarna. 1950 var antalet invånare 5 607, vilket var 18% av hela Färöarnas dåvarande befolkning. Efter kriget köptes flera trålare in till landet, och då dessa krävde drivmedel och kostade mycket mer än de tidigare båtarna, gick flera rederier i konkurs. Företagen gick omkull vilket drabbade banken Sjóvinnubankin, som till slut gick i konkurs. Färöarna drabbades av en ekonomisk kris under 1950-talet och många flyttade utomlands. Samtidigt skedde en kraftig inflyttning till Torshamn från byarna. Färöarna fick Marshallhjälp, något som gjorde att fler och nya skepp kunde köpas in. 1954 blev hamnen helt utbyggd, och den västra hamnfronten vid skeppsvarvet användes till fiskeindustrin. Den första förskolan öppnades 1950, och det första barnhemmet öppnade 1955. En ny stor kommunal skola byggdes 1956. Kedjehus byggdes i östra Torshamn (Eysturbýurin) och snart därefter även i västra Torshamn (Vesturbýurin). De största arbetsplatserna i Torshamn under denna tid var Torshamnar Skipasmiðja och filéfabriken Bacalao.
Under 1960-talet byggdes sjukhuset, Landssjúkrahúsið, ut samtidigt som tjänstebostäderna för personalen på sjukhuset byggdes i närheten. Lärarhögskolor byggdes och en ny sjöfartsskola öppnades. Gymnasium byggdes i Hoydal, och Färöarnas universitet grundades. Torshamn kom mer att bli som en huvudstad, med centrum för utbildning. 1975 hade Torshamn 11 329 invånare, och 28% av den färöiska befolkningen bodde nu i huvudstaden. 1974 växte kommunen, och Hvítanes blev en del av kommunen, och 1978 även Hoyvík.
Torshamn växte under perioden 1975–1990 och många nya stadsdelar kom till. Färöarna drabbades av ytterligare en ekonomisk kris under 1990-talet, och all byggnadsutveckling av Torshamn stannade upp, och kom inte igång igen på riktigt förrän 2005.

### Befolkningsutveckling
Från mitten av 1800-talet, då befolkningsantalet steg mycket snabbare än tidigare, blev det uppenbart att staden måste byggas ut. Enligt en stadsplan från 1888 anlades två nya gator, Tróndargøta och Tórsgøta. I dag framstår de båda gatorna som mycket tätbebyggda. Samtidigt som man byggde dessa gator anlade man även en väg, Tinghúsvegur, i den östra delen av staden.
Tabellen härunder visar befolkningsutveckling i Torshamn sedan 1801; Argir och Hoydal är inte medräknat:
| År   | Befolkning | År   | Befolkning | Grafisk framställning 1985–2007 |
| ---- | ---------- | ---- | ---------- | ------------------------------- |
| 1801 | 554        | 1997 | 11 771     |                                 |
| 1854 | cirka 900  | 1998 | 11 954     |                                 |
| 1900 | 1 656      | 1999 | 12 117     |                                 |
| 1925 | 2 896      | 2000 | 12 278     |                                 |
| 1950 | 5 607      | 2001 | 12 334     |                                 |
| 1975 | 11 329     | 2002 | 12 445     |                                 |
| 1985 | 12 330     | 2003 | 12 569     |                                 |
| 1990 | 13 124     | 2005 | 12 605     |                                 |
| 1995 | 11 568     | 2009 | 12 384     |                                 |

## Geografi
Torshamn är centralt beläget på Färöarna, på östkusten av den största ön Streymoy, på 62° nordlig breddgrad och 6° västlig längd. I öst ligger den förhållandevis platta ön Nólsoy, som skärmar stadens naturliga hamn. Halvön Tinganes delar hamnen i Eystaravág och Vesteravág, och den lilla älven Sandá har sitt utlopp vid Sandagerði och utgör gräns mellan Torshamn och den nu sammanväxta orten Argir.
Torshamn som stadsområde har med tiden växt långt utanför sina ursprungliga gränser. Grannorterna Argir och Hoyvík räknas idag som stadsdelar till Torshamn, men räknas i statistiska sammanhang självständigt från varandra.
Nordväst om Torshamn ligger berget Húsareyn (347 m ö.h.), i sydväst Kirkjubøreyn (351 m ö.h.) vid orten Kirkjubøur. Längre söderut finns öns sydspets, Kirkjubønes, och det var också här den tidigare hamnen med färjor till Hestur, Koltur och Sandoy låg, innan den nyare Gamlarætt byggdes. Torshamn ligger i ett av de plattare områdena på Färöarna, och havsklippor finns det få av, särskilt i direkt närhet till staden.

### Klimat

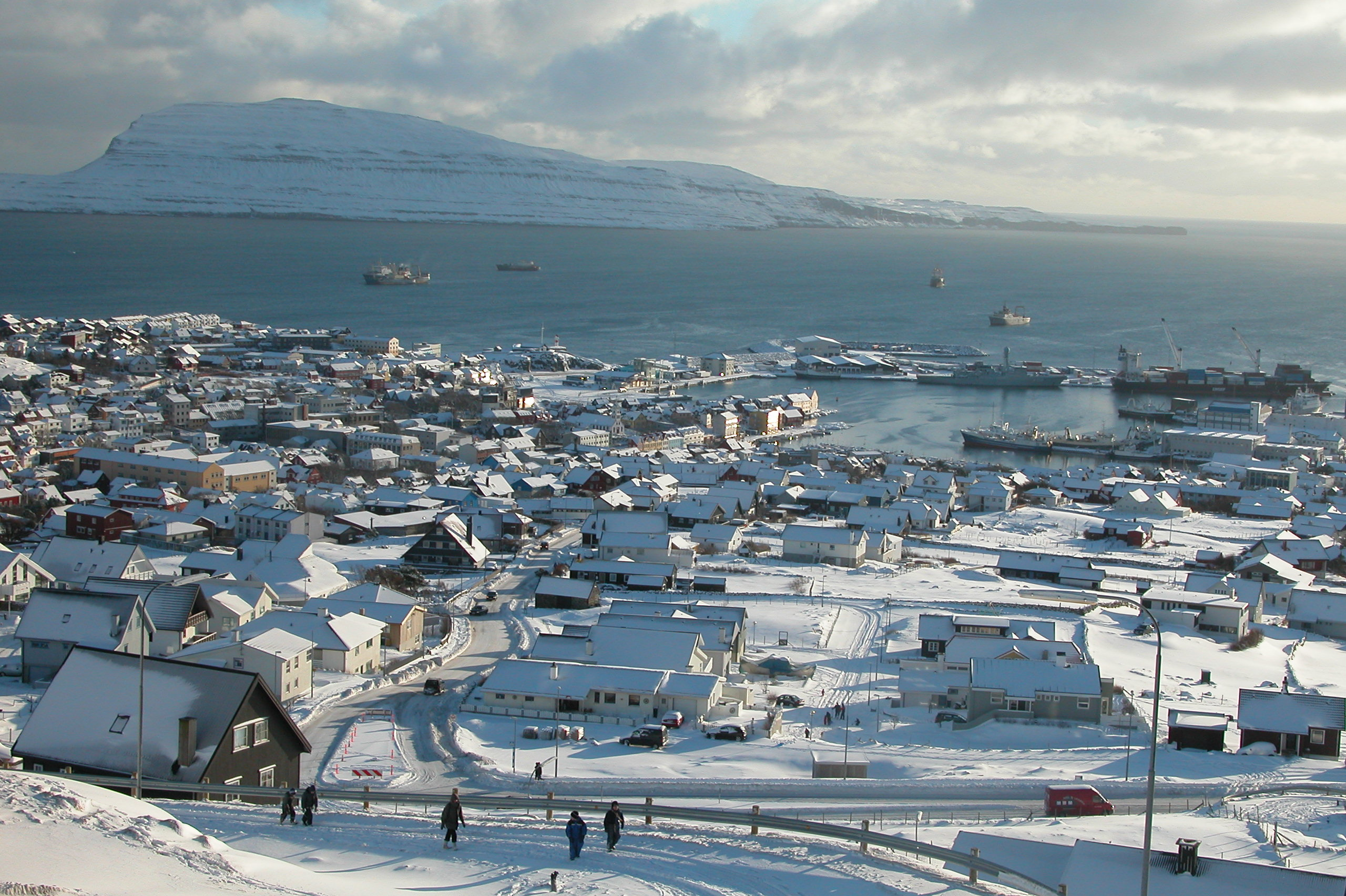
Staden i januari.

I Torshamn råder kustklimat. Genomsnittstemperaturen är cirka 3 grader Celsius under vintern och cirka 11 grader Celsius under sommaren. Hamnen är isfri året runt på grund av det milda vintervädret.
|                                         | Jan   | Feb   | Mar   | Apr  | Maj  | Jun  | Jul  | Aug  | Sep   | Okt   | Nov   | Dec   | År      |
| --------------------------------------- | ----- | ----- | ----- | ---- | ---- | ---- | ---- | ---- | ----- | ----- | ----- | ----- | ------- |
| Medeltemp. (°C)                         | 4,0   | 3,6   | 4,0   | 5,2  | 7,0  | 9,0  | 10,7 | 11,0 | 9,6   | 7,5   | 5,5   | 4,3   | 6,8     |
|                                         |       |       |       |      |      |      |      |      |       |       |       |       |         |
| Högsta rekord (°C)                      | 11,6  | 12,0  | 12,3  | 18,3 | 19,7 | 20,0 | 20,2 | 22,0 | 19,5  | 15,2  | 14,7  | 13,2  | 22,0    |
| Högsta medeltemp. (°C)                  | 5,8   | 5,6   | 6,0   | 7,3  | 9,2  | 11,1 | 12,8 | 13,1 | 11,5  | 9,3   | 7,2   | 6,2   | 8,8     |
| Lägsta medeltemp. (°C)                  | 1,7   | 1,3   | 1,7   | 3,0  | 5,1  | 7,1  | 9,0  | 9,2  | 7,6   | 5,4   | 3,4   | 2,1   | 4,7     |
| Lägsta rekord (°C)                      | −8,8  | −11,0 | −9,2  | −9,9 | −3,0 | 0,0  | 1,5  | 1,5  | −0,6  | −4,5  | −7,2  | −10,5 | −11,0   |
|                                         |       |       |       |      |      |      |      |      |       |       |       |       |         |
| Nederbörd (mm)                          | 157,7 | 115,2 | 131,6 | 89,5 | 63,3 | 57,5 | 74,3 | 96,0 | 119,5 | 147,4 | 139,3 | 135,3 | 1 321,3 |
| Källa: Danmarks Meteorologiske Institut |       |       |       |      |      |      |      |      |       |       |       |       |         |

## Näringsliv

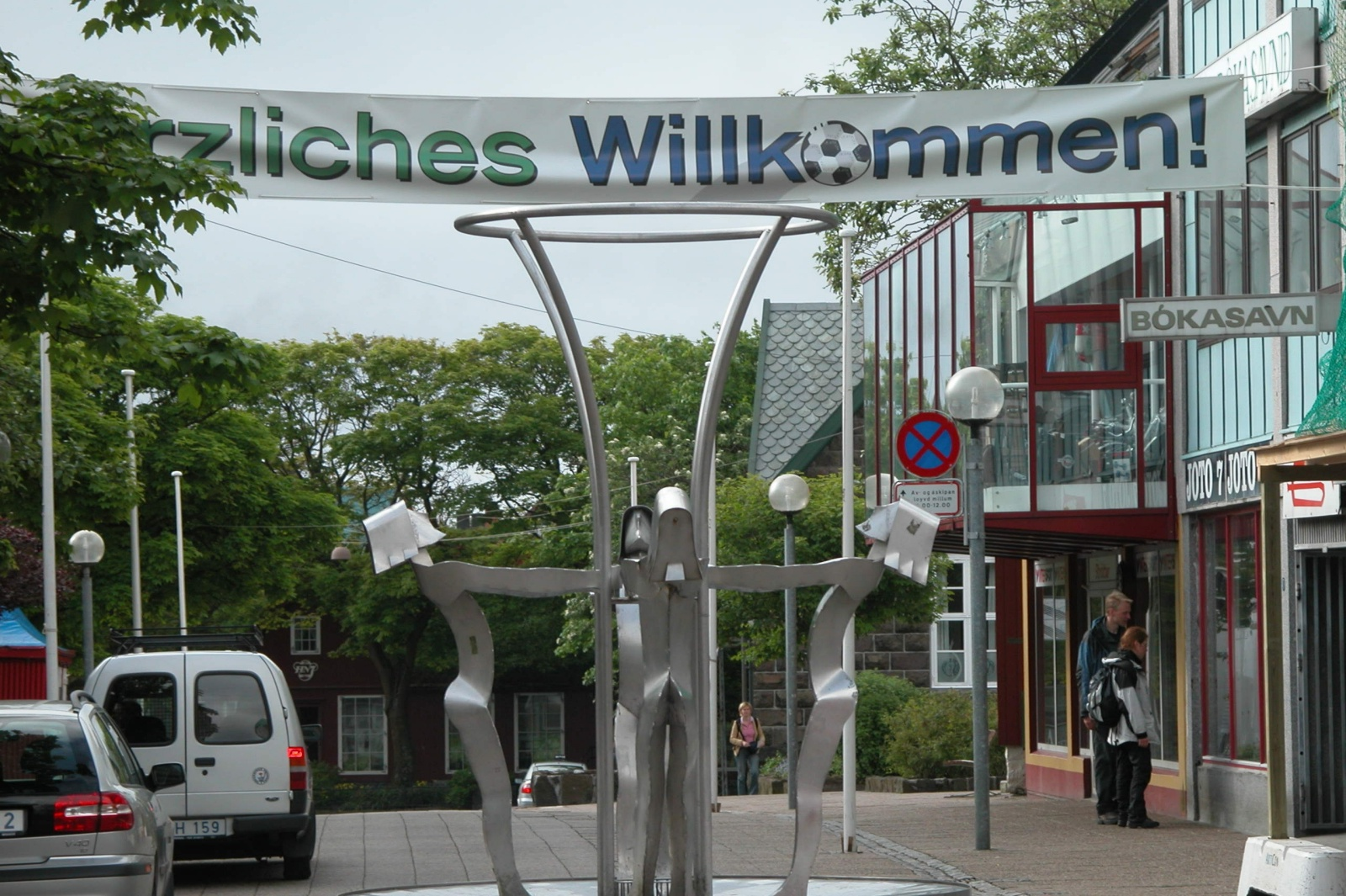
Niels Finsens gøta 2003

Torshamn är centrum för industri och handel på Färöarna, och har de största anläggningarna för fiskeri med hamnar, flera fiskfabriker och skeppsvarv. Utöver detta har också flera maskinfabriker, bryggeriet Restorffs Bryggjarí, Färöarnas enda mejeri, samt detaljhandel och två stora köpcentrum. Landets enda gågata, Niels Finsens gøta, ligger centralt i Torshamn och är en viktig handelsgata. Vid slutet av gatan ligger torget Vaglið, med en gammal bokhandel. I staden finns huvudkontor för den färöiska posten.
Under 1960-talet utvecklades Torshamn både ekonomiskt och i infrastrukturen. Det medförde flera nya skolor samt nya vägar och hotell. Efter trettio år med stadig tillväxt drabbades Färöarna av en ekonomisk kris och stadens fiskenäring drabbades hårt. Många färöingar utvandrade och Torshamn upplevde för första gången på flera hundra år en befolkningsminskning. Många kom aldrig tillbaka igen, men befolkningstillväxten har tilltagit igen, och på slutet av 1990-talet var ekonomin åter stabiliserad.
Den näst största näringsvägen på Färöarna är turismen. I Torshamn finns de två största hotellen: Hotel Føroyar och Hotel Hafnia. Utöver detta finns några mindre hotell i staden samt en campingplats.

## Sjukvård

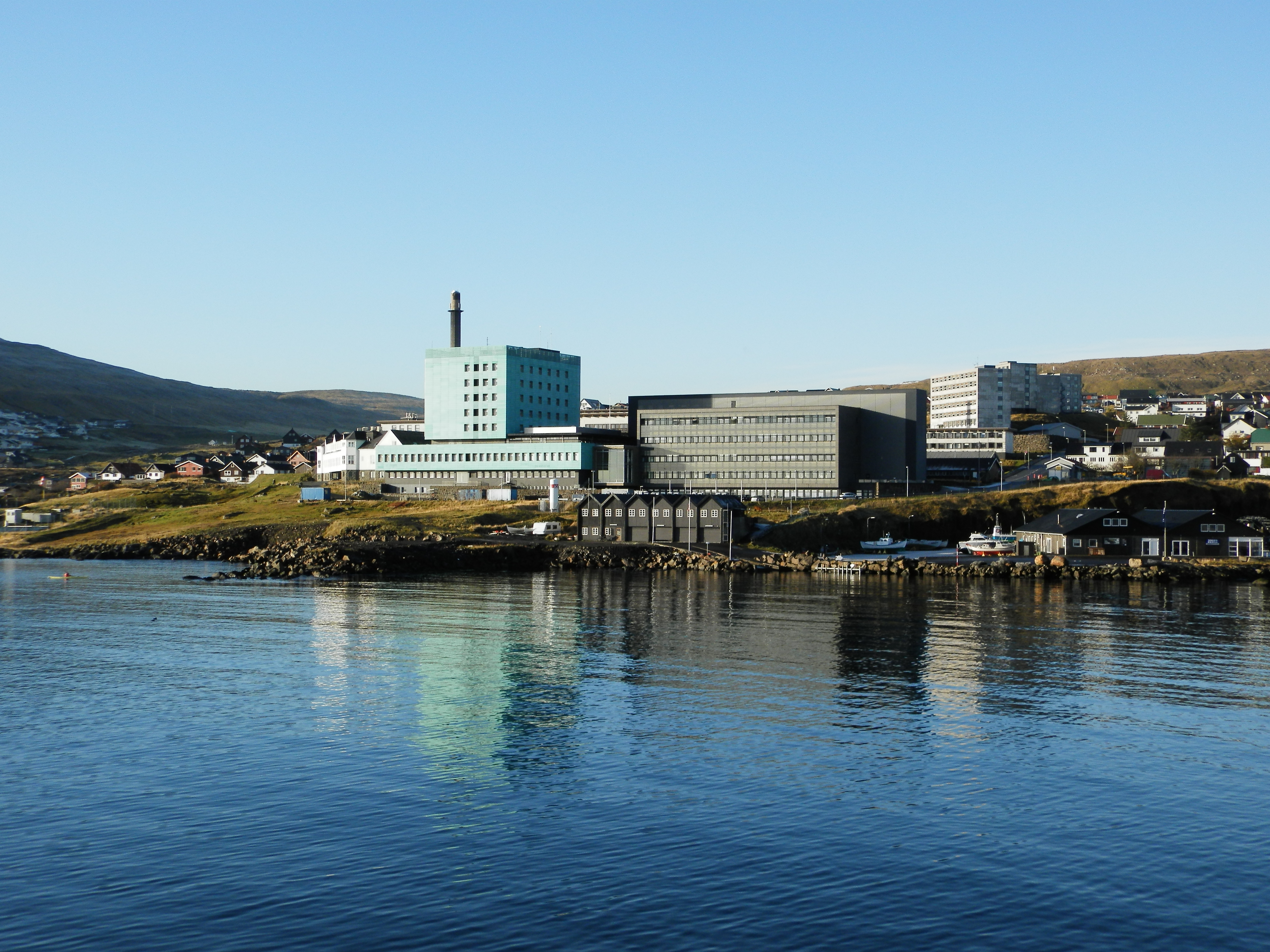
Landssjúkrahúsið

Färöarnas största sjukhus ligger i Torshamn, Landssjúkrahúsið, och är en av stadens största arbetsplatser med cirka 850 anställda. Sjukhuset har 29 specialistmottagningar, inklusive 9 konsulerande avdelningar. Sjukhuset är uppdelat i sex vårdavdelningar: Det medicinska centret (Medisinskur depil), kirurgi (Skurðdepil), psykiatri (Psykiatriskur depil), akutsjukvård (Bráðdepil), service (Tænastudepil) samt ett diagnostiskt center (Diagnostiskur depil). Sjukhusets ambulanstjänst tillhör akuten och har även ansvar för flytt av patienter till övriga sjukhus inom landet.

## Kultur
Ólavsøkan är Torshamns främsta årliga festival, där tradition möter nutid där färöisk dans och båttävlingar är dominerande inslag.
Efter en arkitekttävling utlyst av det Nordiska ministerrådet uppfördes kulturhuset Norðurlandahúsið (Nordens hus) och öppnades 1983. Här arrangeras konserter, teaterföreställningar och utställningar. Även folkmöten, paneldebatter och liknande hålls här. Bland övriga museum är de största Färöarnas konstmuseum och Färöarnas nationalmuseum samt den alternativa konstutställningen Skipasmiðja, en tidigare varvshall vid Torshamns varv.
Det finns ett aktivt musikliv i Torshamn, och här finns bland annat en musikskola och Färöarnas symfoniorkester. Tórshavnar jazz-, fólka- og bluesfestival har arrangerats årligen sedan 1983. Trots att det inte finns några direkta konsertlokaler i staden, finns här ofta levande musik på flera av stadens barer och kaféer, vilket bidrar till ett rikligt nattliv. Torshamn är centrum för massmedierna på Färöarna; Kringvarp Føroya håller i både tv- och radiosändningar på ögruppen, och de två största tidningarna Sosialurin och Dimmalætting har huvudsäte i Torshamn.
William Heinesen (1900-1991) är Torshamns främsta författare. Hans roman Glataðu spælimenninir (1950) är en tragikomisk uppväxtskildring och konstnärsroman från staden under början av 1900-talet.

### Arkitektur

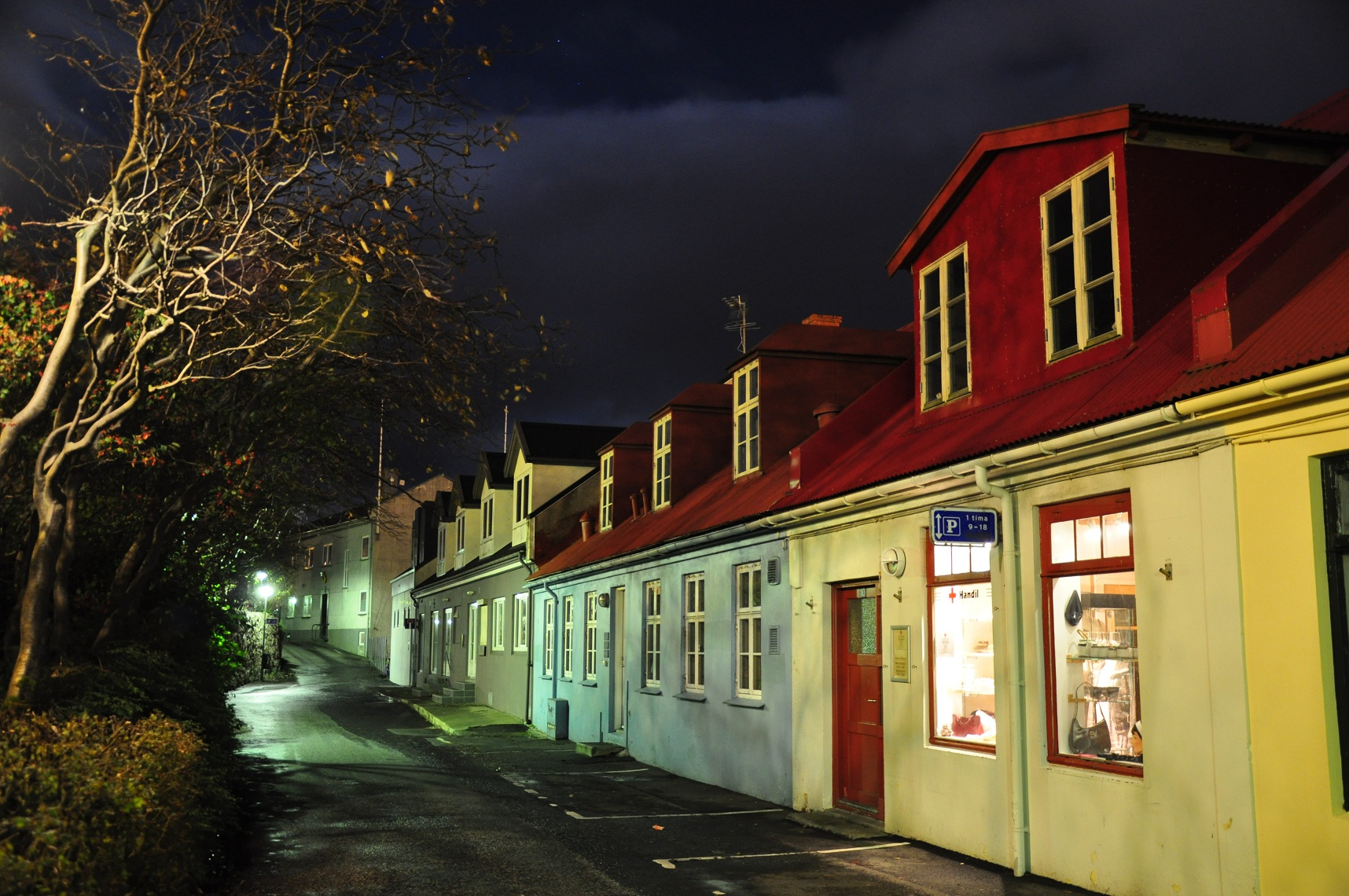
Hus i olika färger.

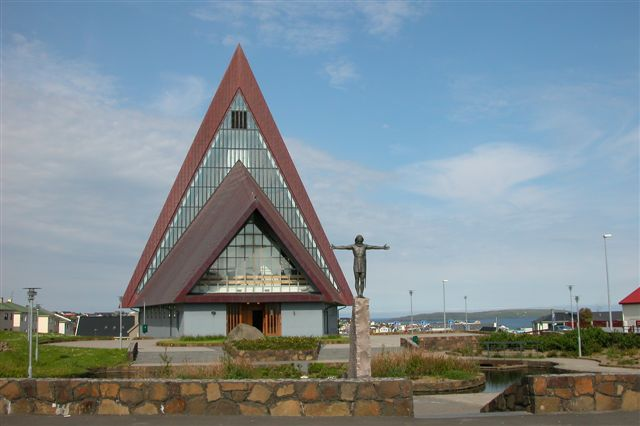
Vesturkirkjan

Generellt är Torshamn arkitektoniskt präglat av att ha vuxit från liten fiskarby till huvudstad i ett hastigt tempo, vilket har skapat en blandning av gamla och moderna byggnadstekniker. Den färöiska byggstilen präglas av de klassiska trähusen med grästak, och de flesta av dessa ursprungliga byggnader finns i stadsdelen omkring Tinganes. Norðurlandahúsið är byggt 1983 och byggdes i denna klassiska byggstil. Utöver detta har en ny stil utvecklats på Färöarna där man målar husen i olika, iögonfallande färger. Då denna stil blev allt mer populär accepterades denna från myndigheternas sida, och ett experimentellt projekt med hus i olika kulörer påbörjades i den norra delen av staden. Ett annat exempel på nyare byggstil kan ses på Vesturkirkjan från 1975.

### Religion
Färöarna är ett kristet land, med Torshamn som central religiös mittpunkt. Trots att Torshamn är en stad med hög invandring (1 117 från andra orter och 556 från utlandet 2008) är andelen medlemmar i Färöarnas folkkyrka 83,6 procent, mot 83,1% i övriga landet. Torshamns domkyrka är säte för Färöarnas biskop och Suðurstreymoys östra prästgäll, medan Vesturkirkjan är säte för västra prästgället.
Sju franciskanersystrar och en katolsk präst upprättar ett barnhem och en skola på Bringsnagøta 1933, och 1987 invigs Marijukirkjan, Färöarnas katolska centrum för landets 150 medlemmar.
Övriga kristna samfund som finns representerade i Torshamn är bland annat Brøðrasamkoman, Adventisterna, Pentekostalism och Jehovas vittnen. Förutom Bahá'í finns inga övriga icke-kristna trossamfund representerade i staden.

### Sport
Centralt i staden ligger Gundadalur som är Färöarnas största sportområde. Här finns nationalstadion Tórsvøllur med plats för 6 000 åskådare. Här finns dessutom två andra fotbollsplaner, två sporthallar som främst används för handboll och volleyboll: Gundadalshøllin och Høllin á Nabb, två tennisbanor (inomhus), badmintonbanor och simhall. Längre norrut ligger en löparbana, Tórsbreyt. Staden har flera etablerade fotbollsklubbar som spelar i Effodeildin, Färöarnas högsta fotbollsliga, nämligen HB Torshamn och B36 Torshamn. Det finns dessutom tre övriga klubbar med anknytning till Torshamn: Argja Bóltfelag, Giza/Hoyvík och Undrið FF. Schackklubben Havnar Talvfelag ligger i staden. Det finns fyra handbollslag, Kyndil, Neistin, H71 och Ítróttarfelagið (ÍA). I staden finns två gymnastikklubbar: Havnar Fimleikafelag samt Fimleikafelagið Ljósið.
Här finns också föreningar i simning (Havnar Svimjifelag), volleybollklubben Fleyr, badmintonklubben Havnar Badmintonfelag, judoklubben Havnar Judofelag, två atletikklubbar Ítróttarfelagið Bragdið och Hvirlan. Det finns flera roddklubber i Torshamns kommun, som huvudsakligen tävlar i de traditionella färöiska träroddbåtarna kappróðrarbátar: Havnar Róðrarfelag, Róðrarfelagið Knørrur, Argja Róðrarfelag, Nólsoyar Ítróttarfelag samt Kollafjarðar Ítróttarfelag. Kapprodd är Färöarnas nationalsport och under sommaren hålls kapprodd nästan varje helg. Finalen i tävlingarna hålls under nationaldagen Ólavsøka.

## Utbildning
Torshamn är centrum för högre utbildning på Färöarna och det finns flera skolor i staden. 1937 grundades en skola i form av en kurs, och 1964 utvecklades kursen till ett gymnasium, Føroya Studentaskúli og HF-skeið som senare samma år flyttade till Hoyvík. Detta är Färöarnas största gymnasieskola. I Torshamn finns också Føroya Handilsskúli, en handelsskola med flera olika utbildningsprogram. Här finns också en teknisk skola, samt navigations- och maskinmästarskolan Vinnuháskúlin.
Den högsta utbildningen fås på Färöarnas universitet, det enda universitetet på ögruppen, där man kan utbildas i natur, färöiska språket, samhällskunskap och historia. Färöarnas lärar-, pedagog-, och sjuksköterskeutbildning är underordnad högskolan.
Andra skolor i Torshamn är Føroya Fólkaháskúli som grundades 1889 av självstyrespolitikern, författaren och diktaren Símun av Skarði. Huvudstaden är också centrum för landets musikskola.

## Politik
Centralt i hamnområdet ligger halvön Tinganes, där lagtinget, som är ett av världens äldsta parlament, ursprungligen låg. Idag är Tinganes plats för den färöiska regeringen, och lagtinget flyttade till de centrala delarna av staden 1856. Riksombudsmannen på Färöarna har sitt säte i centrum och representerar Danmark på Färöarna. Tolv andra länder har konsulat i Torshamn: Brasilien, Finland, Frankrike, Grekland, Island, Italien, Nederländerna, Norge, Ryssland, Storbritannien och Sverige. Det svenska konsulatet upprättades 1930 som vicekonsulat, och var det första på Färöarna. Det upphöjdes till konsulat 1950 och generalkonsulat 1999.
Torshamn är centralort i Torshamns kommun, och byggnaden som idag fungerar som Torshamns rådhus byggdes från början som kommunal skola 1894. Torshamn har det lägsta valdeltagandet i landet, men har dock högt valdeltagande i jämförelse med andra nordiska länder och städer. Väljarna i Torshamn tenderar att vara mer vänsterorienterade än resten av landet. Borgmästare är sedan 2005 (med uppehåll 2016–2021) Heðin Mortensen.

## Stadens styrelse
Kommunfullmäktige kallas för Býráðið (Stadsrådet) och har funnits sedan 1904 då Olaf Finsen tillträdde som rådman. Idag är Heðin Mortensen rådman. Rådet har 13 medlemmar. Det har egen beskattningsrätt. Som styrdokument fanns under danska tiden Thorshavns kommunale Forfatning. Fullmäktige sitter i vad som tidigare var en kommunal skola.

## Transport
I Torshamn finns Färöarnas viktigaste hamn, som har färjeförbindelse till två av öarna i ögruppen. Det är också från Torshamn färjor avgår mot Island och Danmark. Hamnen har cirka två kilometer kajplats totalt.
Det enda allmänna kommunikationsmedlet i staden är buss, och förutom stadstrafik förbinder bussarna Torshamn med övriga samhällen på de olika öarna. Busstrafiken sköts av två olika företag, de röda och blå linjerna, där Bussleiðin (röd) har fem linjer i Torshamn och förorter och en skolbusslinje. Bygdaleiðir (blåa linjer) har linjer till övriga tätorter runt på Streymoy. De blå bussarna trafikerar också mot Vágars flygplats via Vágatunnilin. Stadsbussarna har varit gratis sedan januari 2007.
Det finns två taxiföretag i Torshamn - Bil MiniTaxi och Auto Taxi. Flygbolaget Atlantic Airways har helikopterförbindelse från Torshamn till de mest avsides belägna orterna i landet.

## Attraktioner
- Skansin med sina gamla kanoner och fyrtorn.
- Viðarlundin, Färöarnas största skog.
- Torshamns hamn med 2 km kajplats.
- Niels Finsens gøta, Färöarnas enda gågata.
- Köpcentrumet SMS.

## Institutioner i Torshamn
- Sjónvarp Føroya och Útvarp Føroya är den offentliga tv:n och radion.
- Rigsombudet på Færøerne och Færøernes Kommando är danska institutioner.
- Staden har inte mindre än fyra fotbollslag.